# Chrysodiplosis
Chrysodiplosis är ett släkte av tvåvingar. Chrysodiplosis ingår i familjen gallmyggor.
Kladogram enligt Catalogue of Life:
| Chrysodiplosis | \| \| Chrysodiplosis pulchricornis \| \| \| \| \| \| Chrysodiplosis squamatipes \| \| \| \| |
|                | \| \| Chrysodiplosis pulchricornis \| \| \| \| \| \| Chrysodiplosis squamatipes \| \| \| \| |
|                | Chrysodiplosis pulchricornis                                                                |
|                |                                                                                             |
|                | Chrysodiplosis squamatipes                                                                  |
|                |                                                                                             |